# Raffaele Martinetti-Bianchi
Marchese Raffaele Martinetti-Bianchi (Castellammare Adriatico, 1º maggio 1894 – Silvi, 18 settembre 1962) è stato un nobile italiano.

## Biografia
Nato il 1 maggio 1894 a Castellamare Adriatico oggi Pescara, figlio di Domenico e Ida dei baroni Treccia.

Il 17 luglio 1918 ottiene il brevetto di volo su biplani Caudron (Brevetto nr. 3943) e diventa comandante della 58ª Squadriglia di stanza a Marcon.

Fu legionario a Fiume e vincitore della Coppa Michelin nel 1921 volando sull'Ansaldo S.V.A. con una media sul circuito italiano di 96 km/h.

Dal 1927 fu per molti anni presidente dell’Automobile Club di Chieti e presidente e socio della Cassa di Risparmio della Provincia di Chieti, nonché vice podestà di Chieti
.
Ufficiale della riserva fu richiamato in servizio il 21 maggio del 1940 destinato dapprima a Capodichino, poi a Ciampino Sud, infine sempre come comandante all'Aeroporto di Pescara fino al settembre 1943.